# Drina (Višegrad, BiH)
 Ovo je glavno značenje pojma Drina (Višegrad, BiH). Za druga značenja pogledajte Drina.
Drina je naseljeno mjesto u općini Višegradu, Republika Srpska, BiH.

## Stanovništvo
Nacionalni sastav stanovništva 1991. godine, bio je sljedeći:
| Narod     | Broj stanovnika |
| --------- | --------------- |
| Muslimani | 45              |
| Ukupno    | 45              |